# 刑案偵訊室：英國
《刑案偵訊室：英國》（英語：Criminal: UK）是一部英國刑偵獨立單元網路劇集，由喬治·凱（George Kay）和吉姆·菲爾德·史密斯開創，凱瑟琳·凱利、李·恩格里比和馬克·史丹利主演。《刑案偵訊室：英國》共3集，是12集《刑案偵訊室》的一部分，另外三部分別為《刑案偵訊室：德國》、《刑案偵訊室：法國》和《刑案偵訊室：西班牙》，四部均於2019年9月20日在網飛首播。第二季於2020年9月16日播出。

## 演員與角色
- 凱瑟琳·凱利（英语：Katherine Kelly (actress)）
- 李·恩格里比
- 馬克·史丹利（英语：Mark Stanley）
- 羅森達·珊達爾（Rochenda Sandall）
- 舒巴姆·薩拉夫（Shubham Saraf）
- 尼可拉斯·平諾克（英语：Nicholas Pinnock）
- 大衛·田納特
- 海莉·艾特沃
- 尤塞夫·凱爾科爾（Youssef Kerkour）
- 克萊兒霍普·艾希緹（英语：Clare-Hope Ashitey）
- 伊莎貝拉·勞蘭（Isabella Laughland）

## 集數
| 季數 | 集数 | 集数 | 上線日期      | 上線日期      |
| ---- | ---- | ---- | ------------- | ------------- |
| 1    | 3    | 3    | 2019年9月20日 | 2019年9月20日 |
| 2    | 4    | 4    | 2020年9月16日 | 2020年9月16日 |

### 第一季（2019年）
| 總集數 | 集數 | 標題 | 譯名   | 導演               | 編劇    | 上線日期      |
| ------ | ---- | ---- | ------ | ------------------ | ------- | ------------- |
| 1      | 1    |      | 艾格   | 吉姆·菲爾德·史密斯 | 喬治·凱 | 2019年9月20日 |
| 2      | 2    |      | 史黛西 | 吉姆·菲爾德·史密斯 | 喬治·凱 | 2019年9月20日 |
| 3      | 3    |      | 傑伊   | 吉姆·菲爾德·史密斯 | 喬治·凱 | 2019年9月20日 |

### 第二季（2020年）
| 總集數 | 集數 | 標題 | 譯名   | 導演               | 編劇    | 上線日期      |
| ------ | ---- | ---- | ------ | ------------------ | ------- | ------------- |
| 4      | 1    |      | 茱莉亞 | 吉姆·菲爾德·史密斯 | 喬治·凱 | 2020年9月16日 |
| 5      | 2    |      | 亞歷士 | 吉姆·菲爾德·史密斯 | 喬治·凱 | 2020年9月16日 |
| 6      | 3    |      | 丹妮耶 | 吉姆·菲爾德·史密斯 | 喬治·凱 | 2020年9月16日 |
| 7      | 4    |      | 山迪普 | 吉姆·菲爾德·史密斯 | 喬治·凱 | 2020年9月16日 |

## 製作
《刑案偵訊室》全12集均在位於西班牙馬德里自治區特雷斯坎托斯「電視城」（Ciudad de la Tele）的網飛歐洲製作中心拍攝完成。

## 宣傳與發行
《刑案偵訊室：英國》計劃於2019年9月20日於網飛首播。

## 資料來源
1. 1 2 3  . Deadline.   [2019年8月9日]. （原始内容存档于2020-11-08） （英国英语）.
2. ↑  . Radio Times.   [2019年8月9日]. （原始内容存档于2019-08-09） （英国英语）.

## 外部連結
- 在Netflix上觀看《刑案偵訊室：英國》
- 互联网电影数据库（IMDb）上《刑案偵訊室：英國》的资料（英文）
- 豆瓣电影上《刑案偵訊室：英國》的資料 （简体中文）